# Gaj (Vrbovec)

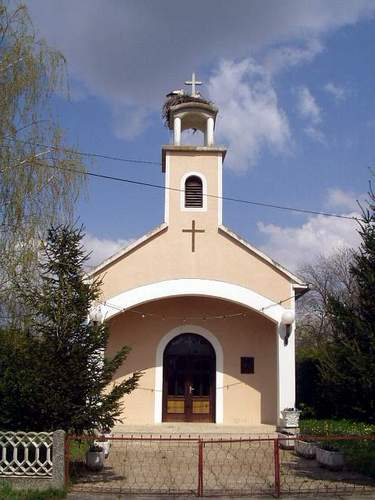
Kapelle in Gaj

Gaj ist ein Dorf westlich von Vrbovec, Kroatien mit 418 Einwohnern. 

## Geschichte
Matija Kutinšćak hat 1620 faktisch das Dorf gegründet, da er Einwanderern aus Slawonien das leere Land "Lipi Gaj" auf 10 Jahre zur kostenlosen Pacht überließ. Die Eingewanderten begannen den Wald zu roden und Häuser zu errichten.
1708 wurden die Leibeigenen befreit.

## Persönlichkeiten
- Božidar Pankretić, Agrarminister, Parlamentsvertreter für die HSS, Politiker
- Josip Pankretić, ehemaliger Parlamentsvertreter für die HSS